# Sidi Bennour
Sidi Bennour (berber: ⵙⵉⴷⵉ ⴱⵏⵏⵓⵕ, arabiska: سيدي بنُّور, "Sufi Sheikh"), även kallad Doukkala och Tlat Sidi Bennour, är en stad som hör till Marocko i västra delen av provinsen Sidi Bennour och har 55 815 invånare (folkräkning 2014). Sidi Bennour ligger cirka 67 km söder om El Jadida, 120 km nordväst om Marrakech, cirka 100 km öster om Safi och 210 km sydväst om den marockanska huvudstaden Rabat.